# Codrul Nou
Codrul Nou es una localidad de Moldavia en el distrito (raión) de Telenești.

## Geografía
Se encuentra a una altitud de 47 m s. n. m. a 75 km de la capital nacional, Chisináu.

## Demografía
En el censo 2014 el total de población de la localidad fue de  habitantes.